# Adam Karwowski
Adam Ferdynand Karwowski z Karwowa h. Pniejnia (ur. 22 marca 1873 w Ostrowie Wielkopolskim, zm. 13 września 1933 w Poznaniu) – profesor dermatologii i wenerologii Uniwersytetu Poznańskiego, lekarz, pierwszy kierownik Kliniki Dermatologicznej Szpitala Miejskiego w Poznaniu (1921–1933), pułkownik lekarz Wojska Polskiego.

## Życiorys
Syn Stanisława Karwowskiego i Marii Pstrokońskiej. Uczył się w gimnazjum w Żeganiu i Głubczycach, gdzie zdał maturę z odznaczeniem. Studiował medycynę na niemieckojęzycznych uczelniach w Würzburgu, Lipsku, Fryburgu, Monachium, Berlinie, Innsbrucku. Stopień naukowy doktora uzyskał na Uniwersytecie Albrechta i Ludwika we Fryburgu, z predykatem summa cum laude. Został lekarzem marynarki handlowej i w tej funkcji przebywał w Ameryce Południowej (Brazylia, Chile, Argentyna, Urugwaj) i Afryce (Madagaskar, Republika Natalii). Po powrocie do Europy studiował dermatologię we Wrocławiu, Fryburgu, Berlinie, Paryżu. Pełnił funkcję sekundariusza w Zakładzie SS. Miłosierdzia w Poznaniu przez czas 1,5 roku, w 1915 został lekarzem naczelnym oddziału dermatologicznego w Szpitalu Miejskim w Poznaniu.
W trakcie I wojny światowej został powołany do Armii Cesarstwa Niemieckiego i służył jako ordynariusz wojskowego szpitala dermatologicznego. W 1918 przebywał na froncie francuskim, a pod koniec tego roku został przetransportowany do Poznania z uwagi na ciężką chorobę. Po odzyskaniu przez Polskę niepodległości w 1918 wstąpił do Wojska Polskiego, w którym został awansowany do stopnia majora lekarza, a następnie podpułkownika i mianowany naczelnikiem szpitala wenerycznego w Poznaniu, które to stanowisko pełnił od 1919 do 1921. Równolegle do 1919 był naczelnym lekarzem oddziału skórnego w Szpitalu Miejskim w Poznaniu
Od 1921 do śmierci kierował Kliniką Dermatologiczną Szpitala Miejskiego. Od tego roku wykładał choroby skórne i weneryczne na Uniwersytecie Poznańskim. Na tej uczelni w 1922 habilitował się w zakresie chorób skórnych i wenerycznych, a w 1923 został profesorem nadzwyczajnym. W 1923 została wydana publikacja Adama Karwowskiego pt. O mało dotąd znanych naskórkowych jamkach obrączkowych powstałych z objawami rumienia. W 1925 na Zjeździe Lekarzy i Przyrodników Polskich w Warszawie wyraził swoją niechęć do polityki kas chorych.
Był redaktorem naczelnym „Nowin Lekarskich”, dziekanem Wydziału Lekarskiego UP, współzałożycielem Związku Lekarzy Państwa Polskiego, założycielem i prezesem Związku Lekarzy Zachodniej Polski, wiceprezesem i członkiem honorowym Zarządu Głównego Polskiego Towarzystwa Dermatologicznego, członkiem honorowym Jugosłowiańskiego Towarzystwa Dermatologicznego, współtwórcą Związku Lekarzy Słowiańskich i Związku Dermatologów Słowiańskich.
Zmarł nagle 13 września 1933 podczas XIV Zjazdu Lekarzy i Przyrodników Polskich w Poznaniu. 15 września 1933 został pochowany na cmentarzu św. Jana Vianneya w Poznaniu.

## Ordery i odznaczenia
- Złoty Krzyż Zasługi (22 grudnia 1928)[8][5]
- Order Korony Jugosłowiańskiej (Królestwo Serbów, Chorwatów i Słoweńców)[5]
- Wielki Oficer Orderu Świętego Sawy (Królestwo Serbów, Chorwatów i Słoweńców)[5]
- Komandor Orderu Świętego Sawy (Królestwo Serbów, Chorwatów i Słoweńców)[5]

## Upamiętnienie
Budynek przy ul. Skarbowej 9 (obecnie ul. Taczaka, siedziba Okręgu Wielkopolskiego Związku Lekarzy Państwa Polskiego), nazywany był Domem Lekarskim im. Adama Karwowskiego. W 1934 umieszczono na tym budynku tablicę pamiątkową (zniszczona).
W 1973 na budynku Szpitala Miejskiego im. J. Strusia umieszczona została tablica upamiętniająca Adama Karwowskiego.
W Lesznie nazwisko rodziny Karwowskich zostało nadane jednej z ulic.